# Loharda
Loharda är en ort i Indien.   Den ligger i distriktet Dewas och delstaten Madhya Pradesh, i den centrala delen av landet, 700 km söder om huvudstaden New Delhi. Loharda ligger 334 meter över havet och antalet invånare är 8 101.
Terrängen runt Loharda är platt. Runt Loharda är det ganska tätbefolkat, med 120 invånare per kvadratkilometer. Närmaste större samhälle är Kannod, 17,3 km nordost om Loharda. Trakten runt Loharda består till största delen av jordbruksmark.